# 유현 (적양후)
유현(劉賢, ? ~ ?)은 전한 후기의 제후로, 성양강왕의 아들이다.

## 행적
감로 4년(기원전 50년), 적양후(藉陽侯)에 봉해져 식읍 6백 호를 받았다.
적양후 현 16년 즉 건소 4년(기원전 35년), 백성을 공갈하여 돈을 뜯어낸 죄로 작위가 박탈되었다.

## 출전
- 반고, 《한서》 권15하 왕자후표 下

| 선대 (첫 봉건) | 전한의 적양후 기원전 50년 11월 임신일 ~ 기원전 35년 | 후대 (봉국 폐지) |